# Сатана ликующий
«Сатана ликующий» — немой двухсерийный художественный фильм режиссёра Якова Протазанова, снятый в 1917 году. Премьера картины состоялась 17 (30) октября и 21 октября (3 ноября) 1917 года. Фильм сохранился не полностью; отсутствуют окончания обеих серий. Часть надписей киноленты была утеряна. Их удалось восстановить благодаря помощи хранителя шведского киноархива Ролфа Линдфорса, отыскавшего в архиве шведской киноцензуры надписи фильма. Также стало известно, что в 1919 году фильм «Сатана ликующий» был запрещён цензурой Швеции к показу в стране.

## Сюжет

### Первая серия
Суровый аскет, неустанно проповедующий отречение от всех благ земных, пастор Тальнокс пользовался большим уважением и влиянием среди прихожан своего села. Но только двум из них было вполне доступно и понятно аскетически-строгое нравственное учение Тальнокса: сестре его рано умершей жены — Эсфири и её мужу — живописцу Павлу. Этот последний, робкий, природой обиженный, горбатый человек в молитве и искусстве черпал силы для борьбы с жизнью, а Эсфирь, молодая прекрасная женщина, прятала в экстазе вдохновенной любви к Богу пламенные порывы своей страстной натуры. Но вот пришёл час, и видимое спокойствие этих сильных духом людей было нарушено. В одну бурную тёмную ночь в дом пастора пришёл неведомый Странник — Некто — мистическое существо, олицетворяющее собой греховное сатанинское начало. Страстные слова незнакомца о могущественной власти Жизни и Тела, его влекущая музыка, в которой слышались и хохот демонов, и стоны бешеной страсти, и гимны любви, — все это влило яд греховного соблазна в душу мирных обитателей дома пастора Тальнокса. Их потянуло в шумный город, и там в лавке антиквара Иверсена они нашли случайно глубоко поразившую их воображение картину — «Сатана Ликующий». У пастора не было денег для покупки этой дорогостоящей картины, но желание иметь её взяло верх над доводами рассудка и нравственности; ранним утром он выкрал картину из лавки антиквара. «Сатана Ликующий» создал таинственную мистическую связь между пастором и Эсфирью; молитвенное созерцание картины завершилось пламенным любовным порывом, бросившим их в объятия друг друга. Связь пастора и Эсфири продолжалась: они забыли о своём долгом целомудрии и аскетических обетах, они отбросили далеко от себя сознание долга и обязанностей и предавались своей любви с экстазом и упоением, созерцая картину «Сатаны». Но скоро их постигла кара Божия. Муж Эсфири, Павел, реставрируя церковную живопись, упал с огромной высоты и разбился насмерть... При падении был убит и пастор. Долго рыдала Эсфирь над трупом погибшего возлюбленного, потом, чувствуя в себе присутствие новой жизни, зачатой в порыве греха и безумия, навсегда покинула родное село.

### Вторая серия
Действие фильма переносится на почву шумного города, на фоне которого разыгрывается дальнейшая судьба Эсфири и родившегося у неё от пастора Тальнокса сына Сандро. Ребёнок унаследовал талант матери к музыке и стал со временем прославленным артистом. Душа его была чиста, светла, открыта добру и искусству, но вскоре дыхание сатанинского начала коснулось и его жизни. Среди старых нот он нашёл однажды гимн Сатаны, звуки которого наполнили его душу чем-то смутным и греховным. А встреча с самим Сатаной, принявшим на этот раз образ светского человека, ещё более углубила это влияние. Он стал пить, играть в карты, отказываться от благотворительности, стал грубым с матерью. В то же время в доме миллионера Михаэлиса он нашёл тот самый портрет, который роковым образом был связан с судьбой его родителей. В обществе дочери Михаэлиса, молодой девушки Инги, он проводил целые часы уединения и созерцания перед портретом своего искусителя. Но не любовь влекла его к молодой девушке. Он держал пари со своим новым другом — Сатаной, принявшим образ человека, что увлечёт и погубит Ингу. И он был уже готов исполнить чужую злую волю, но доброе начало, воплощённое в стремлении Эсфири оградить от греха и проклятия душу сына, спасло Сандро. Мать его, проникнув в картинную галерею дома Михаэлиса, сожгла картину и умерла сама. А сын, освобождённый от проклятия и злых чар, соединился с Ингой. Картина кончается сценой отъезда молодых.

## В ролях
- Иван Мозжухин — пастор Тальнокс и его сын Сандро ван-Гоген
- Наталья Лисенко — Эсфирь, мать Сандро
- Поликарп Павлов — живописец, муж Эсфири
- Александр Чабров — сатана
- Вера Орлова — Инга
- Некрасов — Михаэлис, отец Инги, банкир

## Рецензии
Автор критической статьи в журнале «Проектор» называет киноленту «яркой, повышенно-драматической, претенциозно-символической». «Театральная газета» в рецензии на фильм называет работу сценариста Ольги Блажевич мастерской, с пониманием природы «искусства кинематографа». Блажевич, по мнению автора статьи, «удалось показать конфликт в обстановке внешнего, так сказать, ибсенизма. Это помогло отточить характеры, сделать их отчётливее, схематичнее, обострить, наконец, саму коллизию.» Режиссёр Яков Протазанов, пишет критик, сумел «обострить каждый эпизод, дать лишь существенное, избегая длиннот и разжёвывания».
По мнению автора рецензии в журнале «Проектор» игра актёров превосходна, особенно «хороши Лисенко в роли Эсфири и Мозжухин в роли пастора Тальнокса». По общему мнению «Проектора» и «Театральной газеты» слабее из всех актёров выглядел Александр Чабров в роли Сатаны, потому что его игра выпадала из «общего стиля пьесы».